# Idaea auricruda
Idaea auricruda là một loài bướm đêm trong họ Geometridae.